# 음악수업

음악수업(프랑스어: La Leçon de musique)은 앙리 마티스의 1917년 유화이다. 현재 펜실베이니아주 필라델피아 반스재단에 전시되어 있다. 이 유화의 크기는 96 3/8 x 79 in. (244.7 x 200.7 cm)이다.
이시레물리노의 집에서 플레엘 피아노와 창문을 중심으로 예술가의 친척들이 함께 있는 초상화이다.